# 傑薩曼縣 (肯塔基州)
傑薩曼县（英語：Jessamine County）是位於美國肯塔基州內藍草地區南部的一個縣。面積452平方公里。根據美國2000年人口普查，共有人口39,041人。縣治尼古拉斯維爾 （Nicholasville）。
成立於1798年12月19日，1799年2月1日生效。縣名來自當地的茉莉屬植物、同名的河流或兩者皆然。